# نوئل لوپز
نوئل لوپز (انگلیسی: Noel López؛ زادهٔ ۱۷ مارس ۲۰۰۳) بازیکن فوتبال اهل اسپانیا است که در حال حاضر برای باشگاه فوتبال رئال مادرید کاستیا بازی می‌کند.

## زندگی شخصی
لوپز در سییدا از توابع پنتبدرا متولد شد و در کودکی برای شروع فوتبال حرفه‌ای در سال ۲۰۱۲ به سن تیرسو و سپس به باشگاه فوتبال دپورتیوو لا کرونیا پیوست.

## دوران باشگاهی
وی در ۲۹ اوت ۲۰۲۱ اولین بازی حرفه ای خود را انجام داد و در دقیقه ۸۴ بازی مقابل سلتاویگو بی به جای میکو فیدور وارد زمین شد و گل نهایی را در پیروزی ۵–۰ به ثمر رساند.
در طول باقی فصل، او به‌طور منظم برای تیم گالیسیایی ظاهر شد، و سه گل دیگر در این روند به ثمر رساند، اگرچه این تیم در نهایت پس از شکست ۲–۱ در هفته آخر مقابل باشگاه فوتبال آلباسته بالومپیه، بخت صعود به سگوندا دیویسیون، سطح دوم فوتبال اسپانیا، را از دست داد.
در ۲۶ ژوئن ۲۰۲۲، باشگاه فوتبال دپورتیوو لا کرونیا رسماً اعلام کرد که از فصل ۲۰۲۲–۲۰۲۳ با رئال مادرید برای انتقال لوپز به توافق رسیده است: این مهاجم سپس در ترکیب باشگاه فوتبال رئال مادرید کاستیا، تیم دوم بلانکوس قرار گرفت.

## دوران ملی
وی همچنین در تیم ملی فوتبال زیر ۱۹ سال اسپانیا بازی کرده است.